# Dániel Tiefenbach
Dániel Tiefenbach (* 10. August 1999) ist ein ungarischer Fußballspieler.

## Karriere
Tiefenbach begann seine Karriere beim SCR Altach. Im Oktober 2007 wechselte er zum VfB Hohenems. 2012 wechselte er in die Schweiz zum FC St. Gallen. Im Sommer 2015 kehrte er nach Österreich zurück, wo er sich dem SC Austria Lustenau anschloss.
Im Juli 2016 debütierte er für die Amateure von Lustenau in der Vorarlbergliga. Im März 2017 stand er gegen den SC Wiener Neustadt erstmals im Kader der Profis. Sein Debüt für Lustenau in der zweiten Liga gab er schließlich im Oktober 2017, als er am 14. Spieltag der Saison 2017/18 gegen die Kapfenberger SV in der Startelf stand und in der 68. Minute durch Kürsat Güclü ersetzt wurde.
Im Dezember 2017 erhielt Tiefenbach einen bis Mai 2020 laufenden Profivertrag. 2022 stieg er mit Lustenau in die Bundesliga auf. Im Oberhaus kam er zu 40 Einsätzen, ehe er mit dem Verein 2024 wieder aus der Bundesliga abstieg. Daraufhin verließ er Lustenau nach der Saison 2023/24.
Zur Saison 2024/25 wechselte Tiefenbach im Anschluss zum Zweitligisten Schwarz-Weiß Bregenz. Für Bregenz absolvierte er 26 Zweitligaspiele. Nach der Saison 2024/25 verließ er den Verein wieder. Zur Saison 2025/26 wechselte er nach Ungarn zum Zweitligisten Fehérvár FC.

## Persönliches
Sein Vater Tamás (* 1972) war ebenfalls Fußballspieler und zudem auch schon sein Trainer bei Austria Lustenau.